# Ilka Brunhilde Laurito
Ilka Brunhilde Laurito (São Paulo, 10 de julho de 1925 - Corumbataí, 11 de dezembro de 2012) foi uma escritora, poetisa e professora brasileira.

## Biografia e carreira
Em 1948, Ilka publicou Caminho, seu livro de estreia. 
Ativista, Ilka tomou parte de movimentos de divulgação literária, como o Poesia na Praça e Poetas na Praça, em 1969 e 1975, respectivamente.
Em 1972, escreveu O século XIX na fotografia de Militão para o jornal O Estado de S. Paulo, artigo sobre Militão Augusto de Azevedo considerada uma das primeiras publicações que atribuiu importância ao fotógrafo e à sua obra.
Na década de 1980, organizou Casimiro de Abreu, livro da coleção Literatura Comentada (Abril Educação), e publicou, com Flora Bender, Crônica: História, Teoria e Prática. 
Formada em letras pela USP, Ilka trabalhou no magistério secundário e superior e publicou, além de poesia, contos, crônicas e ficção infanto-juvenil. Na década de 1960, foi diretora do Departamento de Cinema e Educação da Cinemateca Brasileira.
Ultimamente, sofria de mal de Alzheimer e morava com uma sobrinha em Corumbataí, onde morreu após um acidente vascular cerebral.

## Obras
- Caminho (1948);
- A Noiva do Horizonte (1953);
- Autobiografia de Mãos Dadas (1958);
- Janela do Apartamento (1968);
- Sal do Lírico (1978)
- A menina que fez a América(1989)

## Prêmio Jabuti
- 1987 - Livro: Canteiro de Obras (Scortecci/Edicon) (poesia)
- 1990 - Livro: A Menina Que Fez a América (infantil)
- 2001 - Livro: A Menina Que Descobriu o Brasil" (infantil)